# Royal Roads University
Die Royal Roads University ist eine Universität mit Sitz in der kanadischen Stadt Colwood, British Columbia. Sie bietet in verschiedenen Fächern Ausbildungsgänge an, die bis zum Bachelor und Master reichen. Ihren Sitz hat die Universität in Hatley Castle, welches zur Hatley Park National Historic Site gehört und eine der National Historic Site of Canada in British Columbia ist. Bedingt durch ihre Entstehungsgeschichte hat die Universität enge Verbindungen zur kanadischen Marine.

## Geschichte
Die Royal Roads University entstand im Jahr 1995 aus dem damaligen Royal Roads Military College. Das Royal Roads Military College wurde 1940 gegründet und war ein Bildungsinstitut der kanadischen Streitkräfte, mit Schwerpunkt der Ausbildung für Marineoffiziere.

## Zahlen zu den Studierenden
Im Studienjahr 2023/2024 waren 3.945 Studierende an der Royal-Roads-Universität eingeschrieben. Davon zählten 3.085 als heimische Studenten und 855 als internationale Studenten. 2018 waren es 4.300 Studierende gewesen, 2020/2021 waren 4.700 eingeschrieben, 2021/2022 waren es 4.670 und 2022/2023 insgesamt 4.315.

## Bekannte Persönlichkeiten

### Ehemalige
- Chris Hadfield (* 1959), Astronaut
- Jim Kyte (* 1964), Eishockeyspieler (Master 2012)[4]
- Nicole Oliver (* 1970), Synchronsprecherin und Schauspielerin (Master)[5]

### Akademiker
- Jennifer Walinga (* 1965), Rudersportlerin, Goldmedaille bei den Weltmeisterschaften 1991 in Wien